# Calès (Lot)
Calès település Franciaországban, Lot megyében. Lakosainak száma 165 fő (2022. január 1.). Calès Carlucet, Couzou, Lacave, Loupiac, Payrac, Pinsac, Reilhaguet, Rocamadour és Saint-Projet községekkel határos.

## Népesség
A település népességének változása:
| Lakosok száma | 131  | 130  | 141  | 125  | 163  | 164  | 167  | 169  | 168  | 165  |
|               | 1968 | 1982 | 1990 | 2006 | 2013 | 2015 | 2017 | 2019 | 2020 | 2022 |